# عنکبوت‌های شکم‌مورچه‌ای
عنکبوت‌های شکم‌مورچه‌ای (نام علمی: Phrurolithidae) نام یک تیره از درست‌مادینه است.